# Simon Rex
Simon Rex, eg. Simon Rex Courtwright, född 20 juli 1974 i San Francisco, Kalifornien, är en amerikansk skådespelare. 
Innan han slog igenom som skådespelare medverkade han i tre pornografiska filminspelningar. Han arbetade också ett tag som fotomodell för modeföretag.

## Filmografi (urval)
- 1996 – Young, Hard, & Solo #3
- 1996 – Young, Hard, & Solo #2
- 2000 – Hot Sessions 11
- 2000 – Hot Sessions 12
- 2000 – Shriek If You Know What I Did Last Friday the Thirteenth
- 2001 – Going Greek
- 2001 – Drum Solo
- 2001 – The Forsaken
- 2003 – Scary Movie 3
- 2004 – The Karate Dog
- 2006 – Mindy and Brenda
- 2006 – Scary Movie 4
- 2006 – Pledge This!
- 2007 – Rise
- 2008 – Superhero Movie
- 2008 – 2 Dudes & a Dream
- 2008 – Hotel California
- 2009 – The Truth About Angles
- 2009 – Sonny Dream Weaver
- 2013 – Scary Movie 5

…
- 2021 – Red Rocket
- 2023 – Americana
- 2024 – Blink Twice

Rex har även medverkat i serier som Jack & Jill, Monarch Cove, What I Like About You och Felicity.